# Округ Ленор (Северна Каролина)
Ленор (енгл. Lenoir County) је округ у америчкој савезној држави Северна Каролина.

## Демографија
По попису из 2010. године број становника је 59.495, што је 153 (-0,3%) становника мање него 2000. године.
| Група             | 2000.          | 2010.          |
| Белци             | 33.075 (55,5%) | 30.492 (51,3%) |
| Афроамериканци    | 24.115 (40,4%) | 24.121 (40,5%) |
| Азијати           | 202 (0,3%)     | 262 (0,4%)     |
| Хиспаноамериканци | 1.891 (3,2%)   | 3.917 (6,6%)   |
| Укупно            | 59.648         | 59.495         |